# Geología de Caronte

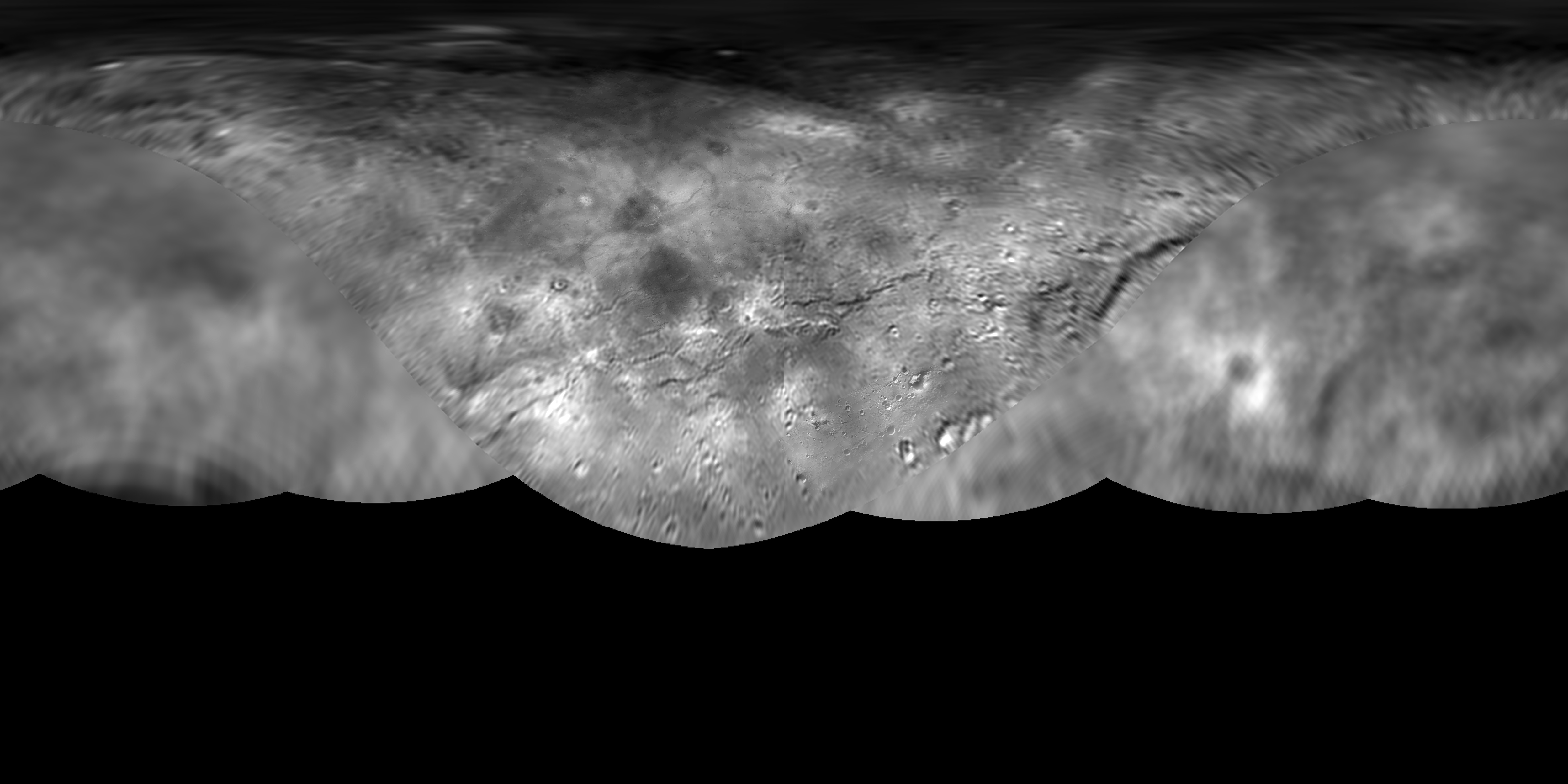
Mapa de la superficie de Caronte explorada por la sonda New Horizons

La geología de Caronte es el estudio de la composición y estructura, tanto interna como superficial, de Caronte, satélite del planeta enano Plutón, y de los procesos por los cuales ha ido evolucionando a lo largo del tiempo.
La superficie explorada por la sonda New Horizons presenta una geología compleja con dos áreas bien diferenciadas, una, al norte, muy fracturada y otra, al sur, más suave, divididas por una cadena de cañones y escarpes que atraviesa de este a oeste la superficie del satélite.  Esta superficie está compuesta predominantemente por hielo de agua (H2O) y localizadamente en cráteres también está presente hielo de amoniaco (NH3). Por el recuento de cráteres, se estima la edad de la superficie en 4000 millones de años, aunque parte de ella ha sufrido modificaciones más tardías debidas probablemente a procesos tectónicos derivados de la congelación, y su expansión consiguiente, de un océano de agua bajo la superficie o tal vez también a procesos de criovulcanismo.

## Descripción
La sonda New Horizons pudo explorar el hemisferio norte y por debajo del ecuador de Caronte hasta la latitud 30ºS, ya que debido a la inclinación del plano de rotación del sistema Plutón-Caronte, es el que está orientado hacia el sol, mientras que el polo sur del satélite está permanentemente a oscuras y lo estará por espacio del próximo centenar de años. La mayor resolución de las imágenes recibidas, menor de 1 km/pixel, y por tanto la que más detalles ofrecen, son las del polo norte y el área centrada alrededor del meridiano 0º del satélite, que es la cara permanentemente expuesta a Plutón.

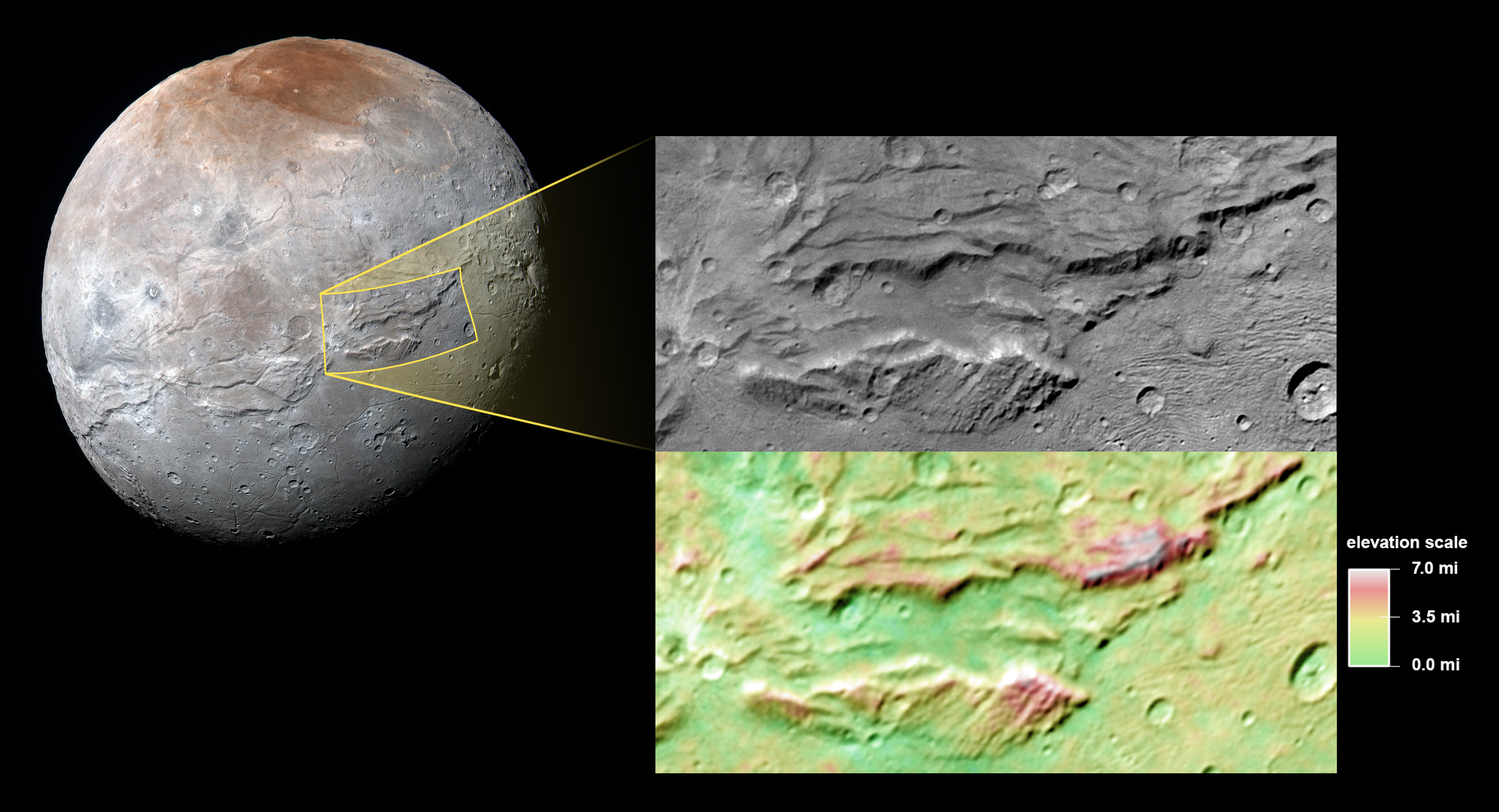
Imagen de Serenity Chasma y su localización en la superficie de Caronte.

En esta área se diferencian dos grandes áreas, Oz Terra al norte y Vulcan Planum al sur, separadas por una larga cadena de escarpes y fosas tectónicas que se extiende desde el sureste hasta el noreste de la superficie de Caronte, casi sobre el ecuador,  y alcanzando al menos 1000 km de longitud y 200 km de ancho en algunas zonas. En este cinturón destacan dos escarpes: Serenity Chasma, localizada entre los meridianos 0º y 30ºE,  que tiene un primer tramo de 200 km de longitud con forma de fosa tectónica limitada por dos paredes de 5 km y un segundo tramo en el que el muro sur desaparece fundiéndose con el borde norte de Vulcan Planum prolongándose el escarpe norte otros 200 km hacia el este, y Mandjet Chasma, entre los meridianos 280ºE y 330ºE, con una longitud de al menos 450 km de pendientes más suaves, pero que alcanza 7 km de profundidad. Entre ambos se sitúa un escarpe más pequeño denominado Macross Chasma. Un gran escarpe de 5 km de profundidad centrado en la longitud 80° E, Argo Chasma, se pudo observar en el limbo del satélite. En fotografías de menor resolución el hemisferio anti-Plutón, se aprecian líneas y marcas que pueden ser la continuación en ese hemisferio de todo este cinturón de escarpes.

## Composición de la superficie
El análisis espectrográfico realizado por la sonda New Horizons indica que el principal componente de la superficie de Caronte es el hielo de agua en estado cristalino. No obstante también se encuentra hielo de amoniaco muy disperso a lo largo de la superficie excepto en cráteres y en los sistemas de marcas radiales asociados a estos, especialmente en el denominado Organa situado en Oz Terra. El amoniaco se descompone expuesto a los rayos cósmicos y a los ultravioleta, lo que dada la intensidad de estas radiaciones que recibe la superficie de Caronte,  lo hace en unos 10 millones de años, indicando que la presencia de este material es relativamente reciente.